# Leucophyes
Leucophyes (лат.) — род долгоносиков трибы Cleonini.

## Описание
Усиковые бороздки снизу соединены глубокой бороздкой, и в месте их слияния у основания головотрубки снизу есть зубец (смотреть сбоку). Основание переднеспинки более или менее прямое, плечи надкрылий сглажены, широкие (но не широкояйцевидные), бока надкрылий закруглены. Переднеспинка сверху в тонких точках.

## Систематика
Многие виды рода рассматривались в составе рода Leucosomus, в 2008 году этот таксон признан синонимом Leucophyes. В каталог палеарктических жуков в род Leucophytes включены следующие виды:
- Leucophyes caecus (Desbrochers des Loges, 1884)
- Leucophyes motschulskyi Arzanov, 2008
- Leucophyes mortorllii Fairmaire, 1879
- Leucophyes occidentalis (Dieckmann, 1982)
- Leucophyes pedestris (Poda, 1761) typus
- Leucophyes quadratithorax (Desbrochers des Loges, 1884)